# Bulbine monophylla
Bulbine monophylla är en grästrädsväxtart som beskrevs av Karl von Poellnitz. Bulbine monophylla ingår i släktet bulbiner, och familjen grästrädsväxter. Inga underarter finns listade i Catalogue of Life.